# Церковь Святого Иоанна (Арцвашен)
Церковь Святого Иоанна (арм. Սուրբ Հովհաննես եկեղեցի — Сурб Ованес екехеци) — армянская церковь в селе Арцвашен, Гегаркуникского района Армении. Находится в северо-западной части села.

## История
Церковь Святого Иоанна была построена в 1607 году. В 1857 году произошла реставрация церкви. В 1880-х годах церковь перестала выполнять свою изначальную функцию и она была почему-то заброшена. В 1991 году планировалось провести капитальную реставрацию церкви, так как она находилась в полуразрушенном состоянии. Близ церкви расположено несколько хачкаров и кладбище XVII века. В августе 1992 года село было занято азербайджанскими войсками, а жители покинули его, поэтому дальнейшая судьба этой церкви, и церкви Святого Мины, находящейся также в селе, неизвестна.